# Hüttensee (Neukirch)
Der Hüttensee ist ein Stillgewässer im Gebiet der baden-württembergischen Gemeinde Neukirch im Bodenseekreis in Deutschland.

## Lage und Größe
Der See liegt rund einen Kilometer südöstlich der Neukircher Ortsmitte, südlich des „Waldrieds“, zwischen den Ortsteilen Aberlingsbühl und Bechenhütten. Naturräumlich gehört er zum Westallgäuer Hügelland. Den Hüttensee umgibt das gleichnamige, rund 17 Hektar große Naturschutzgebiet.
Die Größe des ovalförmigen Seebeckens beträgt etwa zwei Hektar, die Länge rund 200 Meter, die Breite 110 Meter. Die Uferzonen sind flach und mit für Verlandungszonen typischen Pflanzen bewachsen. Die Uferlänge beträgt rund 510 Meter.

## Fauna
Zurzeit sind Aal, Barsch, Hecht, Karpfen, Rotauge, Rotfeder, Schleie und Wels im See vorhanden.